# Cullen jaubertianum
Cullen jaubertianum är en ärtväxtart som först beskrevs av Edward Fenzl, och fick sitt nu gällande namn av Charles Howard Stirton. Cullen jaubertianum ingår i släktet Cullen, och familjen ärtväxter. Inga underarter finns listade i Catalogue of Life.